# Justin Deeley
Justin Deeley (ur. 1 lutego 1986 w Louisville, w stanie Kentucky) – amerykański aktor oraz model.

## Filmografia

### Filmy
- 2016: Total Frat Movie jako Charlie Martin
- 2016: You're Gonna Miss Me jako Tally Montana
- 2013: Born Wild jako Brody Locklin
- 2013: The Wicked jako Zach
- 2013: Geography Club jako Kevin
- 2012: Last Day on Earth jako John
- 2011: Machine Head jako Nathan
- 2011: Hughes the Force jako Chaz
- 2011: Angela Wright jako Robbie
- 2010: Devolved jako Pete
- 2010: The Youngster jako Connor
- 2010: Fried Tofu jako Zac
- 2009: Raj dla par jako Trener
- 2007: Blink jako Roman

### Seriale TV
- 2015: Matka jest tylko jedna jako Timmy
- 2012: Never Fade Away jako Bryce Sutton
- 2010: Victoria znaczy zwycięstwo jako Facet na plaży
- 2009: Jej Szerokość Afrodyta jako Paul
- 2008: 90210 jako Austin Tallridge